# Kessler Hubert-barlang
A Kessler Hubert-barlang Magyarország fokozottan védett barlangjai közül az egyik. A Balaton-felvidéki Nemzeti Park területén lévő Balatonedericsen található. Kessler Hubertről nevezték el. Magyarország ötödik legmélyebb és hatodik legnagyobb függőleges kiterjedésű barlangja. A Keszthelyi-fennsík legmélyebb és második leghosszabb barlangja. A fennsík négy fokozottan védett barlangja közül az egyik, a Csodabogyós-barlang, a Döme-barlang és a Jakucs László-barlang mellett. Magyarország dolomitban kialakult leghosszabb barlangja.

## Leírás
Balatonederics külterületén, a Sárkány-erdőben, egy töbörben nyílik. Felső triász dolomitban alakult ki. Az elsődleges tektonikus formakincset az oldásnyomok alapján egy mélységi karsztvizes, oldásos formakincsű fázis bővítette ki, amely leginkább az alsó szakaszokban figyelhető meg. Később a barlang víznyelőként is működött.
A bejárati aknasort követő szintjén, ahol a nagy méretű termek is kialakultak, jelentős mennyiségű cseppkő jött létre. Köztük találhatók nagy méretű képződmények is, amelyek ritkaságnak számítanak a Keszthelyi-fennsík barlangjaiban.
A barlang eléri a karsztvízszintet. A barlangi tó környékén szabályos, oldott csőjáratok is megfigyelhetők. A barlangban található Szent Hubertusz-akna mélysége 70 méter, amelynek a függőleges kiterjedése még egy öt méter magas kürtővel nő. A függőleges kiterjedése 75 méter. A barlang a Balaton-felvidéki Nemzeti Park Igazgatóság engedélyével és kutatócsoporttal látogatható.
Előfordul irodalmában Büdöskúti-víznyelőbarlang (Szilaj 2005) – ezt a nevet tévedésből adták a barlangnak, ez a név a Kessler Hubert-barlangtól nem messze található másik barlang neve –, Dagonya-víznyelő (Varga 1994) – először ez volt a neve annak a helynek, amelyben a barlangot feltárták, ezt a nevet azért kapta, mert a feltárásának megkezdésekor majdnem térdig érő agyagos iszapban kellett dolgozni –, Gatyalengető-barlang (Kolláth 1995) – ez volt a neve annak a rövid barlangnak, amelyikkel 1994-ben összekötötték – és Kessler-barlang (Szilaj 2005) neveken is.

## Kutatástörténet
1993. szeptember 19-én kezdték meg a Dagonya-víznyelő feltárását a Plecotus Barlangkutató Csoport tagjai és néhány méteres mélységig járhatóvá tették a berogyást. 1994-ben fedezték fel az első barlangjáratot és ebben az évben sikerült összekötniük a Kessler Hubert-barlangnak elnevezett barlangot a Gatyalengető-barlanggal. Az összeköttetés megtalálása után a közös járatrendszert Kessler Hubert-barlangnak nevezték. Szintén 1994-ben a Gatyalengető-barlang bejáratára az erdészet által korábban elhelyezett rácsot többször kijavították.
2005-ben a csoport két barlangkutatója, Szilaj Rezső és Tinn József készítette el alaprajzi barlangtérképét, hossz-szelvény barlangtérképeket és keresztmetszeteket. Ekkor hossza 39 méter, mélysége nyolc méter volt. Mélységéből három méter a mélyponti kutatóakna volt. 2012 decemberében körülbelül 200 méter hosszú új járatot fedeztek fel a csoporttagok, amellyel a barlang mélysége körülbelül 40 méter lett. 2013 januárjában körülbelül 100 méternyi új részt fedeztek fel és a barlang mélységét ekkor körülbelül 100 méterre becsülték. 2013 februárjában az új felfedezések miatt legalább 400 méter hosszúnak és 150 méter mélynek becsülték a barlang méreteit. 2013 márciusában új járatokkal bővült a barlang és ekkor elkezdték újra térképezni. Az elkezdett felmérés alapján a Megakavics-terem alatti folyosó vége, idáig készült el a felmérés, 196 méter mélyen van és a végponti tó ettől még néhány méterrel mélyebben helyezkedik el. A felmért járatrész hosszúsága 456 méter volt.
2013. július 19-től a vidékfejlesztési miniszter 58/2013. (VII. 11.) VM rendelete szerint a Kessler Hubert-barlang (Keszthelyi-hegység, Balaton-felvidéki Nemzeti Park Igazgatóság működési területe) az igazgatóság hozzájárulásával látogatható. A 2014. február 14-én készült kutatási jelentés szerint a barlang mélysége a szifontó széléig 202,3 méter és az addig felmért járatok (a 70 méteres aknáig) hossza 612 méter. A 2015. február 12-én készült kutatási jelentés szerint folytatták a barlang felmérését, amelynek alapján a barlang felmért mélysége 188,5 méter és az addig felmért járatok hossza 1042 méter. 2015. november 3-tól a földművelésügyi miniszter 66/2015. (X. 26.) FM rendelete szerint a Kessler Hubert-barlang (Bakony hegység) fokozottan védett barlang. 2021. május 10-től az agrárminiszter 17/2021. (IV. 9.) AM rendelete szerint a Kessler Hubert-barlang (Keszthelyi-hegység, Balaton-felvidéki Nemzeti Park Igazgatóság működési területe) az igazgatóság engedélyével látogatható. A 13/1998. (V. 6.) KTM rendelet egyidejűleg hatályát veszti.